# Hadaan
Hadaan var gift med Djingis khan (regent 1206–1227).
Hon var dotter till Sorqan Shira. När hennes stam besegrades och hennes make dödades, togs hon till gemål av Djingis khan, och hennes far utnämndes till minister. 